# Xiaoheiqing
Xiaoheiqing (kinesiska: 小黑箐乡, 小黑箐) är en socken i Kina. Den ligger i provinsen Sichuan, i den sydvästra delen av landet, omkring 490 kilometer sydväst om provinshuvudstaden Chengdu. Antalet invånare är 6 414. Befolkningen består av 3 136 kvinnor och 3 278 män. Barn under 15 år utgör 28,0 %, vuxna 15-64 år 67 %, och äldre över 65 år 4,0 %.
Genomsnittlig årsnederbörd är 1 137 millimeter. Den regnigaste månaden är juli, med i genomsnitt 320 mm nederbörd, och den torraste är januari, med 3 mm nederbörd.